# Dar-Es-Salam (district, Boffa)
Pour les articles homonymes, voir Dar-Es-Salam.
Dar-Es-Salam est l'un des districts de la sous-préfecture de Boffa (Guinée), situé dans la préfecture de Boffa en république de Guinée, .

## Géographie

### Démographie
- En 2014, le district comptait 1 002 habitants selon les RGPH 2014[3].